# Angie Bainbridge
Angie Lee Bainbridge (Newcastle (New South Wales), 16 oktober 1989) is een Australische zwemster. Ze vertegenwoordigde haar vaderland op de Olympische Zomerspelen 2008 in Peking.

## Carrière
Bij haar internationale debuut, op de wereldkampioenschappen kortebaanzwemmen 2008 in Manchester, veroverde Bainbridge samen met Alice Mills, Shayne Reese en Kelly Stubbins de zilveren medaille op de 4x100 meter vrije slag. Op de 4x200 meter vrije slag sleepte ze samen met Bronte Barratt, Kelly Stubbins en Kylie Palmer de bronzen medaille in de wacht. Op de 4x100 meter wisselslag zwom ze samen met Belinda Hocking, Jade Edmistone en Samantha Hamill, in de finale werd het kwartet vervangen door het viertal Rachel Goh, Sarah Katsoulis, Felicity Galvez en Alice Mills. Deze vier legden beslag op de zilveren medaille, voor haar inspanningen in de series ontving Bainbridge de bronzen medaille. Tijdens de Olympische Zomerspelen van 2008 in Peking zwom de Australische samen met Felicity Galvez, Melanie Schlanger en Lara Davenport in de series van de 4x200 meter vrije slag. In de finale werd het viertal vervangen door het kwartet Stephanie Rice, Bronte Barratt, Kylie Palmer en Linda Mackenzie, deze vier veroverden het olympisch goud. Voor haar inspanningen in de series werd Bainbridge beloond met de gouden medaille.
Op de Pan Pacific kampioenschappen zwemmen 2010 in Irvine strandde Bainbridge in de series van zowel de 100 als de 200 meter vrije slag.
In Shanghai nam de Australische deel aan de wereldkampioenschappen zwemmen 2011, op dit toernooi sleepte ze samen met Bronte Barratt, Blair Evans en Kylie Palmer de zilveren medaille in de wacht op de 4x200 meter vrije slag.
Tijdens de Olympische Zomerspelen van 2012 in Londen zwom Bainbridge samen met Brittany Elmslie, Jade Neilsen en Blair Evans in de series van de 4x200 meter vrije slag, in de finale veroverden Bronte Barratt, Melanie Schlanger, Kylie Palmer en Alicia Coutts de zilveren medaille. Voor haar aandeel in de series ontving Bainbridge de zilveren medaille. Op de wereldkampioenschappen kortebaanzwemmen 2012 in Istanboel eindigde de Australische als vierde op de 200 meter vrije slag, als vijfde op de 100 meter vrije slag en als zesde op de 400 meter vrije slag. Op de 4x100 meter vrije slag legde ze samen met Marieke Guehrer, Brianna Throssell en Sally Foster beslag op de zilveren medaille, samen met Rachel Goh, Sarah Katsoulis en Marieke Guehrer sleepte ze de zilveren medaille in de wacht op de 4x100 meter wisselslag.

## Internationale toernooien
| Jaar | Olympische Spelen                                   | WK langebaan      | WK kortebaan                                                                                         | Pan Pacs                                | Gemenebestspelen |
| ---- | --------------------------------------------------- | ----------------- | --- | --------------------------------------- | ---------------- |
| 2008 | 4x200m vrije slag · Bainbridge zwom enkel de series |                   | 4x100m vrije slag · 4x200m vrije slag · 4x100m wisselslag · Bainbridge zwom enkel de series          |                                         |                  |
| 2009 |                                                     | geen deelname     | |                                         |                  |
| 2010 |                                                     |                   | geen deelname                                                                                        | 30e 100m vrije slag 22e 200m vrije slag | geen deelname    |
| 2011 |                                                     | 4x200m vrije slag | |                                         |                  |
| 2012 | 4x200m vrije slag · Bainbridge zwom enkel de series |                   | 5e 100m vrije slag · 4e 200m vrije slag · 6e 400m vrije slag · 4x100m vrije slag · 4x100m wisselslag |                                         |                  |

## Persoonlijke records
Bijgewerkt tot en met 19 maart 2012
Kortebaan
| Afstand         | Tijd    | Datum           | Plaats    |
| --------------- | ------- | --------------- | --------- |
| 50m vrije slag  | 24,57   | 15 oktober 2011 | Stockholm |
| 100m vrije slag | 53,00   | 23 oktober 2011 | Berlijn   |
| 200m vrije slag | 1.53,02 | 22 oktober 2011 | Berlijn   |
| 400m vrije slag | 4.01,38 | 23 oktober 2011 | Berlijn   |

Langebaan
| Afstand         | Tijd    | Datum         | Plaats    |
| --------------- | ------- | ------------- | --------- |
| 50m vrije slag  | 25,68   | 4 juni 2011   | Barcelona |
| 100m vrije slag | 54,78   | 19 maart 2012 | Adelaide  |
| 200m vrije slag | 1.57,36 | 3 april 2011  | Sydney    |
| 400m vrije slag | 4.08,81 | 1 april 2011  | Sydney    |